# عميد ثان
العميد الثاني (بالفارسية: سرتیپ دوم)؛ رتبة عسكرية إيران، تعد من الرتب المتقدمة في الجيش ضمن القوات المسلحة الإيرانية. استُحدثت الرتبة في عام 1987 خلال الحرب الإيرانية العراقية بعد إقرار نظام معدّل للرتب العسكرية في إيران. لا يوجد ما يعادل رتبة عميد ثانٍ في البلدان الأخرى حول العالم، لكنها تندرج تحت رمز الناتو المكافئ OF-6. تعد رتبة العميد الثاني أدنى رتبة ضابط برتبة جنرال في القوات المسلحة الإيرانية وهي أعلى من رتبة عقيد وأدنى من رتبة عميد ويُطلق عليها في الحرس الثوري الإيراني «عميد ثانٍ حَرَسي» (بالفارسية: سرتیپ دوم پاسدار)، وتكافؤها رتبة أدميرال الأسطول في البحرية الإيرانية.